# Geosat Follow-On
Geosat Follow-On (GFO) ist ein Erdbeobachtungssatellit der US Navy, der mit einem Radar-Altimeter ausgerüstet ist und der Satellitengeodäsie und der Ozeantopographie dient.
Der Satellit wurde zusammen mit zwei Orbcomm-Satelliten und einer Celestis-Weltraumbestattungskapsel am 10. Februar 1998 mit einer Taurus-2210-Rakete von der Vandenberg AFB in einen polaren Erdorbit (789 × 881 km, 108°) gestartet. GFO ist die Nachfolgemission von Geosat.

## Aufbau des Satelliten
Der Satellit ist auf Basis des BCP-600-Satellitenmodells von Ball Aerospace gebaut worden. GFO hat keine beweglichen Elemente – sowohl die Solarzellenfläche als auch die Altimeter-Antenne sind fest montiert.
Vier Instrumente befinden sich an Bord:
- Das Radar-Altimeter liefert eine vertikale Auflösung von ca. drei Zentimetern.
- Ein Mikrowellen-Radiometer zur Wasserdampfmessung
- GPS-Empfänger zur genauen Orbitbestimmung
- Doppler-Peilsender ebenfalls zur genauen Orbitbestimmung

## Mission

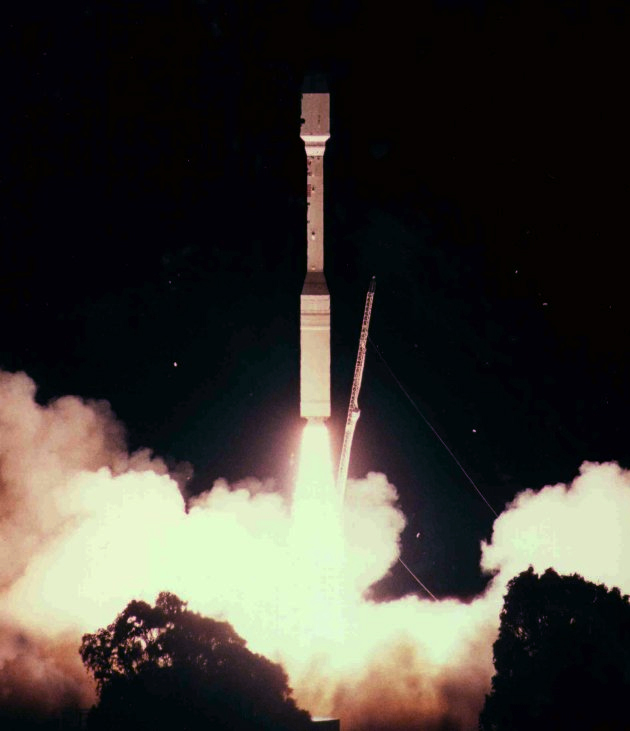
Start von GFO auf einer Taurus-2210-Rakete

Nach dem Start wurde der Satellit einer längeren Kalibrierungsphase unterzogen, um schließlich am 29. November 2000 von der US Navy akzeptiert zu werden. Der GFO-Satellit befindet sich wie der Vorgänger Geosat in einer Umlaufbahn mit einem 17-tägigen Wiederholungszyklus.
Die von GFO gewonnenen Messdaten werden zusammen mit Daten von TOPEX/Poseidon und dessen Nachfolger Jason-1 und den europäischen Missionen ERS-2 und Envisat kombiniert und ausgewertet.
GFO sollte planmäßig am 31. Dezember 2008 abgeschaltet werden, jedoch verschlechterte sich der Zustand des Satelliten bereits früher so stark, dass er am 25. November 2008 stillgelegt wurde. Zuvor war die Umlaufbahn abgesenkt worden, um einen früheren Wiedereintritt in die Erdatmosphäre zu ermöglichen.
Ein geplanter Nachfolgesatellit, GFO 2, sollte ein Radar-Altimeter tragen, das in zwei Frequenzbändern arbeitet. Der Start war für 2014 vorgesehen. Die Beschaffung des Satelliten wurde jedoch bis ins Haushaltsjahr 2016 verschoben. Inzwischen ist die Mission abgesagt worden.